# 三重県道758号檜原大内山線
三重県道758号檜原大内山線（みえけんどう758ごう きそはらおおうちやません）は三重県多気郡大台町から度会郡大紀町に至る一般県道である。
大台町と大紀町を結ぶ路線であるが、両町の境界付近が未開通のため、往来することができない。

## 概要

### 路線データ
- 起点：多気郡大台町桧原（きそはら）171番地[1]
- 終点：度会郡大紀町大内山字菅谷[1]（梅ヶ谷交差点）
- 供用中の延長：15.428km
- 路線認定：1972年（昭和47年）12月1日[2]
- 道路区域決定：1973年（昭和48年）9月25日[3]

## 利用状況
地域住民の生活道路として、ツヅラト峠に向かう行楽客の観光アクセス道路として利用される。

## 地理

### 通過する自治体
- 三重県
  - 多気郡大台町 - 度会郡大紀町

### 接続する道路
- 国道422号：起点
- 国道42号：終点

### 沿線
集落が点在するほかは森林が広がっている。
大台町桧原
- 池ノ谷

大紀町大内山
- 大内山ふれあい牧場
- 熊野古道ツヅラト峠 - 世界遺産
- 大内山やまびこ広場
- 汲泉寺 - 銅製の雲板が残る
- 大内山川 - 宮川支流
- JR紀勢本線 梅ヶ谷駅

## 参考資料
- 『県別マップル24 三重県道路地図』（昭文社、2009年3版1刷発行、ISBN 978-4-398-62474-1 、72ページ）